# Hogesnelheidslijn
Een hogesnelheidslijn, afgekort als hsl, is een spoorweg geschikt voor hogesnelheidstreinen en, over het algemeen, geschikt is voor snelheden vanaf 250 km/h. Deze spoorlijnen hebben grotere boogstralen dan andere. De hellingpercentages kunnen hoger zijn, tot zo'n 4%, doordat zware goederentreinen geen gebruik maken van deze spoorbanen. Er zijn ook minder drukke hogesnelheidslijnen die gebouwd zijn voor zowel trage goederentreinen als hogesnelheidstreinen. Deze spoorlijnen hebben dan lage hellingpercentages en weinig verkanting. Een goed voorbeeld hiervan is de hsl Perpignan – Barcelona, waarop ook goederentreinen rijden. Passagierstreinen rijden voornamelijk overdag en goederentreinen 's nachts om te voorkomen dat beide treinsoorten elkaar in de weg zitten.
In principe gaat het om nieuw aangelegde lijnen; maar vaak rijden hogesnelheidstreinen ook op aangepaste bestaande lijnen die opgewaardeerd zijn naar baanvaksnelheden van 200 tot 230 km/h.
Meestal maken alleen hogesnelheidstreinen gebruik van hogesnelheidslijnen. Soms, zoals op de hogesnelheidslijn Schiphol - Antwerpen tussen Amsterdam, Rotterdam en Breda en tussen Noorderkempen en Antwerpen, en op HSL 2 tussen Leuven en Luik, rijden er reguliere intercitytreinen en lichte goederentreinen over deze lijnen.

## Vereisten om met hoge snelheid te kunnen rijden

### Tracé
Een eerste vereiste is een gestrekt tracé met ruime bogen waarbij een boogstraal van minimaal 4000 meter algemeen als wenselijk wordt gezien. Als de spoorlijn alleen voor hogesnelheidstreinen gebruikt wordt, kan de verkanting ingesteld worden op de hoge snelheid. Ook de verticale boogstraal mag niet te kort zijn, om de reizigers geen 'achtbaangevoel' te geven.
Overwegen zijn niet toegestaan en alle spooraansluitingen zijn in principe kruisingsvrij. Met de tracékeuze wordt uiteraard rekening gehouden met allerlei milieu- en andere eisen, zoals geluidsoverlast en verstoring van natuurgebieden. Dit zijn geen noodzakelijke eisen om met hoge snelheid te rijden. Wel kunnen deze aanvullende eisen hoge bouwkosten veroorzaken.

### Geometrie
De sporen moeten er in perfecte staat bij liggen, met weinig of geen tolerantie voor afwijkingen (inzakkingen, verschuivingen). Bij hoge snelheid worden zelfs kleine afwijkingen die zich over grote lengtes voordoen, voelbaar. De afwijkingen zijn vaak met het blote oog niet zichtbaar. Hiervoor rijden er speciale meettreinen die alle afwijkingen van de sporen onderzoeken. De afwijkingen worden dan gecorrigeerd met onderhoudstreinen. Om het onderhoud te beperken worden zware spoorrails gebruikt die weinig vervormen en wordt een maximale asdruk aan de hogesnelheidstreinen opgelegd. In Frankrijk is dat maximaal 18 ton. De spoorrails zijn aan elkaar gelast zodat er geen verstorende spooronderbrekingen zijn. Er wordt zowel spoor met ballast (Frankrijk) als in beton vastgezet spoor gebruikt (Duitsland). De meningen in de spoorwereld zijn nog verdeeld over wat de beste oplossing is. Wel hebben de ICE's, tijdens hogesnelheidsproeven op ballastspoor, last gehad van meegezogen ballaststenen. De fundering van de spoorbaan moet van goede kwaliteit zijn om verzakking en verschuivingen in de loop der jaren te voorkomen. Daarom wordt de fundering vaak versterkt met heipalen en bij slechte grond wordt de spoorlijn op een viaduct gebouwd in plaats van een talud.

### Bovenleiding
De bovenleiding moet onder een grote trekspanning staan om allerlei ongewenste golfeffecten en bewegingen te vermijden. De bewegingen na de passage van een stroomafnemer moeten zo snel mogelijk gedempt worden. Het aantal stroomafnemers per trein moet zo beperkt mogelijk zijn. Als er meer stroomafnemers zijn, moeten die zo ver mogelijk van elkaar geplaatst zijn. Daarom ligt er bij de TGV-treinstellen een hoogspanningsleiding over het dak, waardoor één stroomafnemer de motorrijtuigen aan beide uiteinden kan voorzien van stroom.

### Stroomvoorziening
De hogesnelheidstreinen hebben veel energie nodig. Om de elektrische stroom in de bovenleiding te beperken wordt een hoge spanning gebruikt. In de praktijk wordt alleen wisselstroom gebruikt. Een uitzondering is de omleiding van de hogesnelheidslijn van Tours die is geëlektrificeerd met 1500 V gelijkspanning en ook wordt gebruikt door goederentreinen. Desondanks bedraagt de maximumsnelheid daar 220 km/h. Bijkomend voordeel van wisselstroom is dat vonken door de wisselende stroom vanzelf doven.

### Seinen en treinbeheersingssystemen
Door de hoge snelheid kan de treinbestuurder niet snel genoeg reageren op seinen langs het spoor en zijn er problemen bij beperkt zicht. Bij hogere snelheden is een langere remweg nodig en wil men gelijk reageren indien de afremmingscurve overschreden wordt. Daarom wordt de maximumsnelheid en andere informatie in de stuurcabine getoond. Het treinbeheersingssysteem zorgt voor een grotere baancapaciteit. Men streeft naar een frequentie van één trein per 3 minuten. Op de lijn Parijs – Lyon is dat om de 4 minuten, wat een theoretische baancapaciteit geeft van 15 treinen per uur. Er zijn ondertussen diverse treinbeheersingssystemen voor hogesnelheidslijnen ontwikkeld. Om verdere wildgroei te voorkomen heeft de Europese Unie het Europese treinbeheersingssysteem ETCS voor alle nieuwe hogesnelheidslijnen vastgesteld.

### Afsluiting spoorlijn

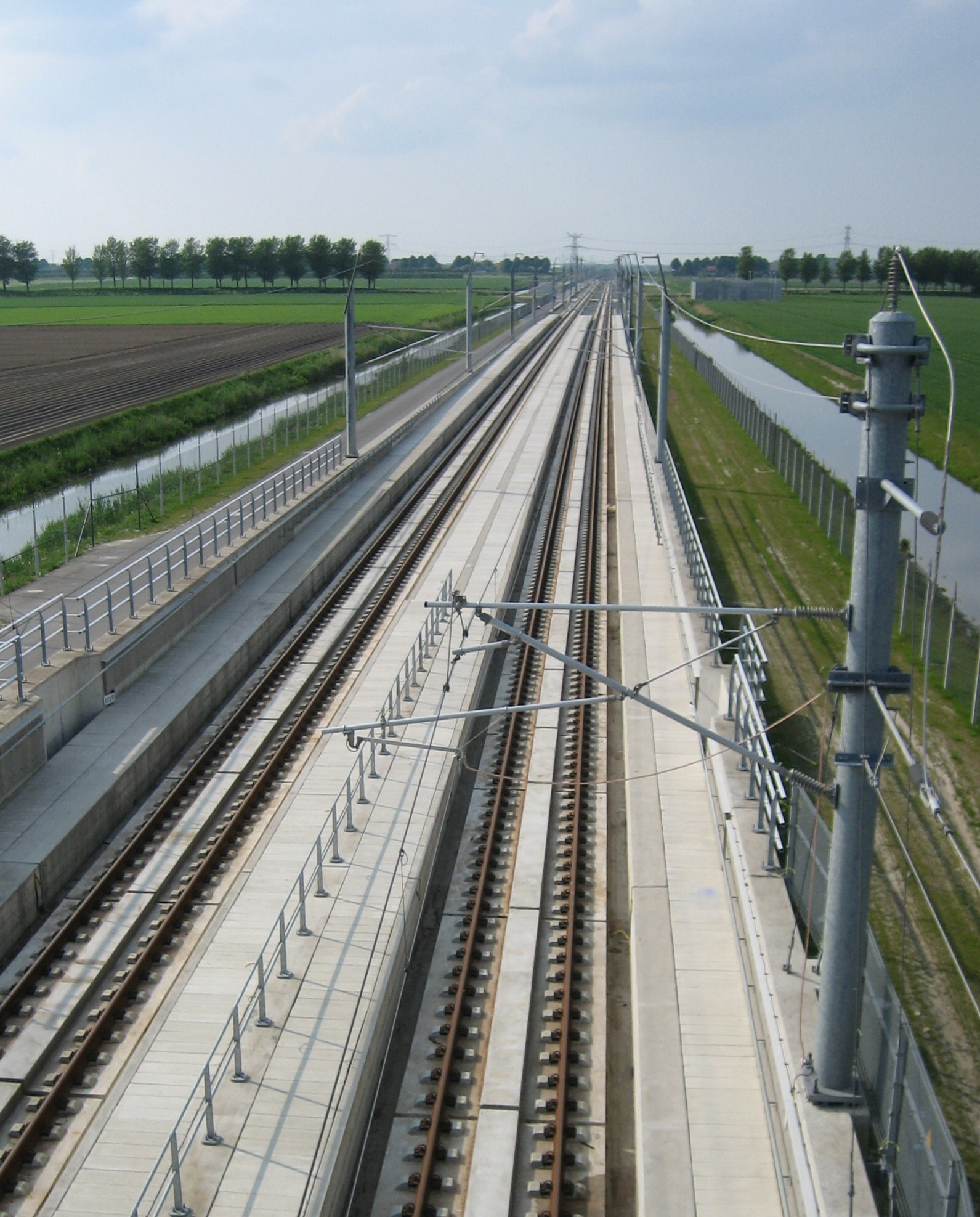
HSL-Zuid in de Hoeksche Waard, met duidelijk zichtbare hekwerken links en rechts

De spoorlijn moet afgesloten zijn voor mens en dier, zodat die niet op het spoor kunnen komen. Er is aan beide zijden een volledige afrastering, of andere afsluiting zoals een geluidsmuur. Voor het kruisend wild worden speciale doorgangen gebouwd.

### Profiel van vrije ruimte
Het profiel van vrije ruimte moet groot genoeg zijn om alle risico's uit te sluiten. Tunnels dienen een zodanige doorsnee te hebben dat de luchtdruk niet te hoog wordt. De eerste generatie hogesnelheidstreinen is niet luchtdicht gemaakt. TGV Atlantique-reizigers ondervinden last van hun oren wanneer ze Parijs in- of uitrijden, door de vele tunnels daar. Er moet voldoende afstand tussen de sporen zijn zodat elkaar kruisende treinen elkaar niet beïnvloeden. Reizigersperrons langs de hoofdsporen zijn uitgesloten. Bij stations aan de hogesnelheidslijnen zijn de perrons gelegen aan zijsporen, waar geen treinen met hoge snelheid langsrijden.

### Wissels
Met de huidige techniek kunnen wissels gebouwd worden met een maximumsnelheid van 220 kilometer per uur in afbuigende stand. Dit is dan een zeer lange en complexe installatie met meerdere motoren om de lange tongwissels te bewegen. De wissel is voorzien van een bewegend puntstuk om de continuïteit van de spoorrails te garanderen. Deze kostbare wissels worden alleen geïnstalleerd indien noodzakelijk. Weinig gebruikte wissels worden voor lagere snelheden uitgevoerd. Overloopwissels om van het ene spoor naar het andere te schakelen zijn in Frankrijk geschikt voor 160 kilometer per uur.

## Economische aspecten

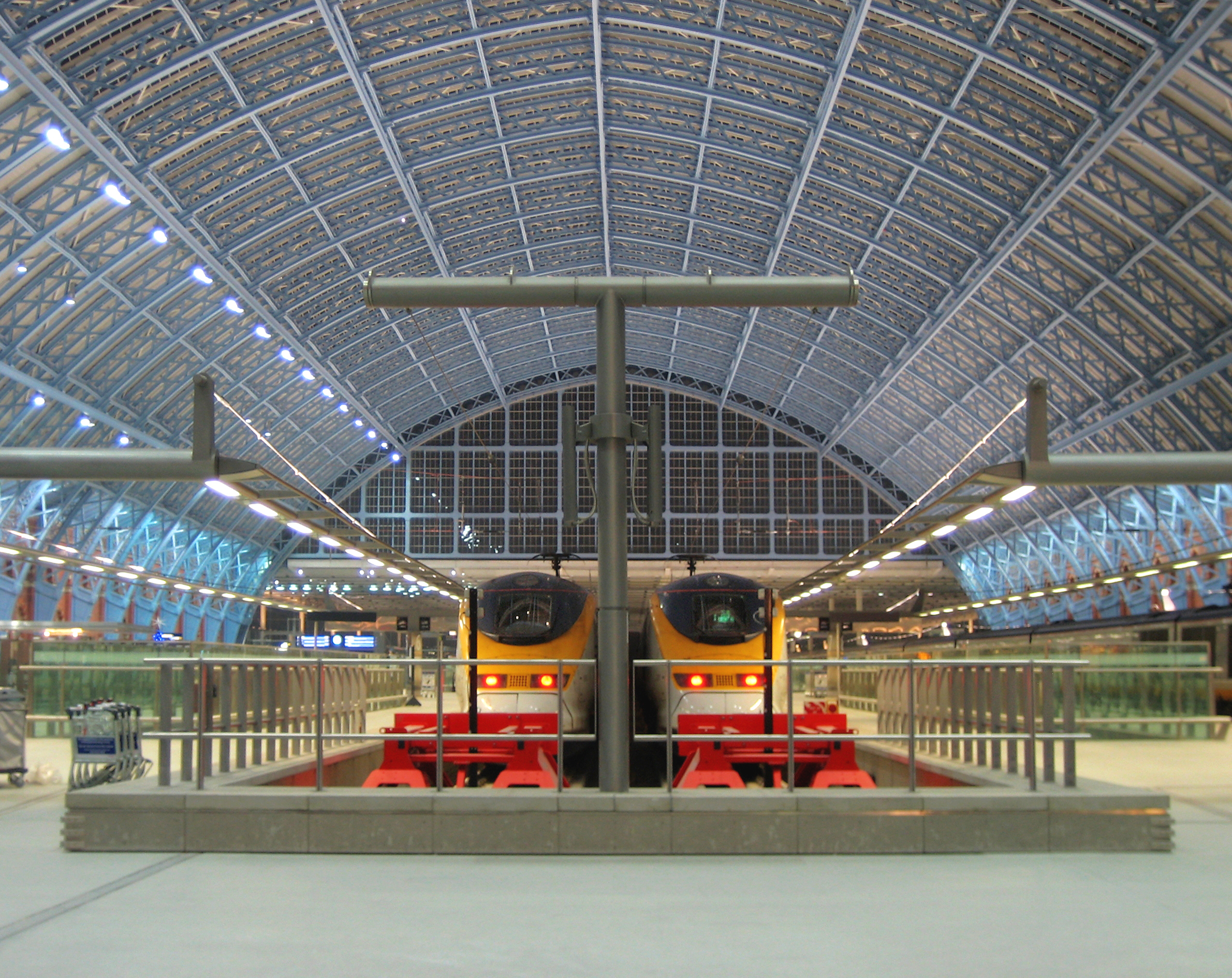
Op de verbinding Londen-Parijs concurreert de Eurostar met vliegverkeer.

De economische aspecten van een hogesnelheidslijn zijn complex. De vraag of een hogesnelheidslijn zijn geld opbrengt is niet eenvoudig te beantwoorden. In het algemeen kan gezegd worden dat een hogesnelheidslijn in aanleg en exploitatie (soms aanzienlijk) duurder is dan een normale spoorlijn om de volgende redenen:
- De eis van grote boogstralen leidt ertoe dat het inpassen in een bestaand landschap, met bestaande bebouwing, slechts te realiseren is met grote infrastructurele ingrepen zoals bruggen, viaducten en tunnels.
- De zeer kleine toleranties ten aanzien van de ligging van het spoor leiden ertoe dat zowel de aanleg kostbaarder is, als dat het onderhoud intensiever en dus kostbaarder is. Dit geldt met name bij hogesnelheidslijnen op een slappe ondergrond.
- De technische uitrusting van hogesnelheidsmaterieel is vaak complex doordat dit moet kunnen rijden onder diverse stroomsoorten en voorzien moet zijn van diverse beveiligingssystemen. Dit leidt tot duurder materieel.

De (relatieve) winst van hogesnelheidslijnen kan gezocht worden in de volgende aspecten:
- Een verschuiving van reizigers van auto en vliegtuig naar de hogesnelheidstrein. Dit speelt niet alleen op het "eigenlijke" hogesnelheidstraject, maar ook op trajecten die daarop aansluiten. Bijvoorbeeld de hogesnelheidsverbinding tussen Parijs en Genève, die tussen Parijs en Mâcon de LGV gebruikt. Hierbij moet wel bedacht worden dat daarmee het dure hogesnelheidsmaterieel voor de rest van het traject eigenlijk suboptimaal wordt gebruikt.
- De combinatie van hoge snelheden en een eenvormige exploitatie met steeds hetzelfde materieel maakt een frequente dienstregeling mogelijk, waarbij treinstellen met een hoge passagierscapaciteit elkaar op korte afstand op kunnen volgen. Op die manier kunnen per tijdseenheid grote aantallen reizigers worden vervoerd.
- Een hogesnelheidslijn wordt veelvuldig als "visitekaartje" gebruikt, niet alleen van de spoorwegonderneming maar ook van het door die hogesnelheidslijn bediende gebied. De kans bestaat dat dit een positieve "uitstraling" op die regio heeft.

Om de capaciteit van een hogesnelheidslijn zo goed mogelijk te benutten, wordt getracht de vraag naar vervoer zo veel mogelijk te spreiden. Een van de methoden is het hanteren van verschillende prijzen voor verschillende vertrektijden: reizen op piekmomenten worden dan (duidelijk) duurder. Verder wordt in de tarieven onderscheid gemaakt naar de mate van inwisselbaarheid van het gekochte ticket, en naar de tijd tussen boeking en reis. Tevens worden lastminute-aanbiedingen gehanteerd om onverkochte stoelen alsnog te verkopen. Bij hogesnelheidstreinen geldt vaak een verplichte zitplaatsreservering.
Tot een reistijd van ongeveer drie uur is de hogesnelheidstrein concurrerend met het vliegtuig. Bij langere reistijden worden de treinen gevuld met reizigers die reistijd minder belangrijk vinden en meer prijsgevoelig zijn. Er zijn hogesnelheidstreinen met langere reistijden, zoals Brussel – Nice, maar die zijn voornamelijk gevuld met reizigers die kortere deeltrajecten afleggen. Doordat voor lange afstand veel infraheffingen betaald moeten worden, kunnen er geen goedkope tarieven aan lange-afstandsreizigers geboden worden. Daarentegen stijgen de kosten voor het vliegtuig maar zeer marginaal met de afstand. De grote kosten voor een vliegtuig zijn het landen en opstijgen (10 kilometer stijgen kost veel energie).

## Ontwikkeling van hogesnelheidslijnen in de 20e eeuw
De eerste hogesnelheidslijn werd in 1964 geopend in Japan, tussen Tokyo en Osaka. Het ging om een nieuwe lijn met nieuwe hogesnelheidstreinen met een maximumsnelheid van 210 km/h. Een jaar later demonstreerde Duitsland op een aangepaste conventionele lijn tussen München en Augsburg dat snelheden tot 200 km/h mogelijk waren. Het zou tot 1977 duren eer dit in commerciële dienst zou gebeuren. In 1967 volgde Frankrijk en ging de TEE Le Capitole van Parijs naar Toulouse over een aangepaste conventionele spoorlijn met maximumsnelheden tot 200 km/h in commerciële dienst. Twee jaar later volgden de Verenigde Staten van Amerika met een dienst tussen New York en Washington met eveneens topsnelheden tot 200 km/h. Dit was een uitvoering van president Johnsons Great Society. Een verder netwerk aan hogesnelheidslijnen is in de VS niet van de grond gekomen. In 2000 werd de snelheid wel verhoogd tot 240 km/h. In de tweede helft van de jaren 70 volgden ook Groot-Brittannië en Duitsland met diensten van 200 km/h op aangepaste lijnen.
In 1977 werd in Italië het eerste deel van een lijn geopend waarop later met 250 km/h gereden zou worden: de Direttissima tussen Rome en Florence. Er werd gereden met materieel met een maximumsnelheid van 200 km/h. Vier jaar later werd in Frankrijk een eerste deel van de LN1 (LGV Sud-Est, Parijs – Lyon) geopend met een commerciële snelheid van 260 km/h. Van 1981 tot 2008 beschikte Frankrijk over de snelste hogesnelheidstreinen. In 1989 werd de tweede hogesnelheidslijn van Frankrijk geopend, nu met een maximale snelheid van 300 km/h. Het ging om het eerste deel van de LN2 (LGV Atlantique), tussen Parijs en Le Mans.
Tien jaar na Frankrijk volgde Duitsland, na jaren vertraging door juridische problemen, in 1991 met een eerste nieuwbouwlijn (NBS) tussen Hannover en Würzburg (snelheid 280 km/h). Een jaar later opende Spanje de lijn Madrid – Sevilla (snelheid 300 km/h). Dit vormde de start van wat later een uitgebreid AVE-netwerk zou worden. In 1994 opende de Kanaaltunnel en in 1997 kreeg België zijn eerste hogesnelheidslijn.
Met het einde van de twintigste eeuw kwam een einde aan de pionierstijden en openden onder andere het Verenigd Koninkrijk (2003), Zuid-Korea (2004), Taiwan (2007), China (2008, 350 km/h), Turkije (2009), Nederland (2009) en Zwitserland (2016) hogesnelheidslijnen.

## Europees hogesnelheidsnetwerk per land

Hogesnelheidslijnen in Europa.
310-320 km/h
270-300 km/h
250 km/h
200-230 km/h
Lager dan 200 km/h
In aanbouw

Het Europees hogesnelheidsnetwerk ontwikkelde zich vooral vanuit het Franse hsl-net. Vanaf de jaren 90 waren de steden Londen, Parijs en Brussel via hogesnelheidslijnen met elkaar verbonden, met Rijsel als knooppunt. Daarnaast bouwen Duitsland, Spanje, Italië, Turkije en België aan een relatief omvangrijk hsl-net. De kaart hiernaast geeft een duidelijk beeld van het Europese netwerk. Een gedeelte van de hier getoonde lijnen zijn nog in aanbouw. Sinds juni 2013 heeft Spanje meer hogesnelheidslijnen dan de voormalige Europese koploper Frankrijk.

### België
In België zijn si
nds 2009 vier hogesnelheidslijnen operationeel.
- HSL 1: Brussel – Franse grens (in gebruik genomen in 1997)
- HSL 2: Leuven – Ans (Luik) (2002)
- HSL 3: Chênée (Luik) – Duitse grens (mei 2009)
- HSL 4: Antwerpen – Nederlandse grens (2009)

Het stuk tussen Brussel en het noorden van Antwerpen loopt deels over de nieuwe lijn 25N, deels over gewoon spoor dat werd aangepast en deels door de Antwerpse Noord-Zuidverbinding. De hogesnelheidstreinen rijden op dit stuk met maximaal 160 km/h. Op de nieuwe lijn 25N is een hogere snelheid mogelijk. 
Een historische bijzonderheid is dat eigenlijk al voor de Tweede Wereldoorlog er een "hogesnelheidslijn" werd aangelegd.
- HSL 0: Brussel Zuid – Gent-St.Pieters: Lijn 50A: Dit is een expres-spoorweg, zonder overwegen en met kruisingsvrije aansluitingen met de oude lijnen, liggend in een bijna rechtlijnig tracé, waarbij omvangrijke viaducten en uitgravingen gebouwd zijn. Net voor de oorlog werden er exprestreinen met stoomtractie van 160 km/h naar Oostende ingelegd. Deze snelheid werd pas 60 jaar later opnieuw gehaald. Deze lijn zal geschikt worden gemaakt voor 200 km/h. Hiermee gaat de IC A dienst (Oostende – Brugge – Gent – Brussel – Leuven – Luik – Eupen) voor het grootste deel van zijn traject met 200 km/h rijden. Deze binnenlandse IC rijdt al op de HSL 2-lijn, met 200 km/h.

### Denemarken

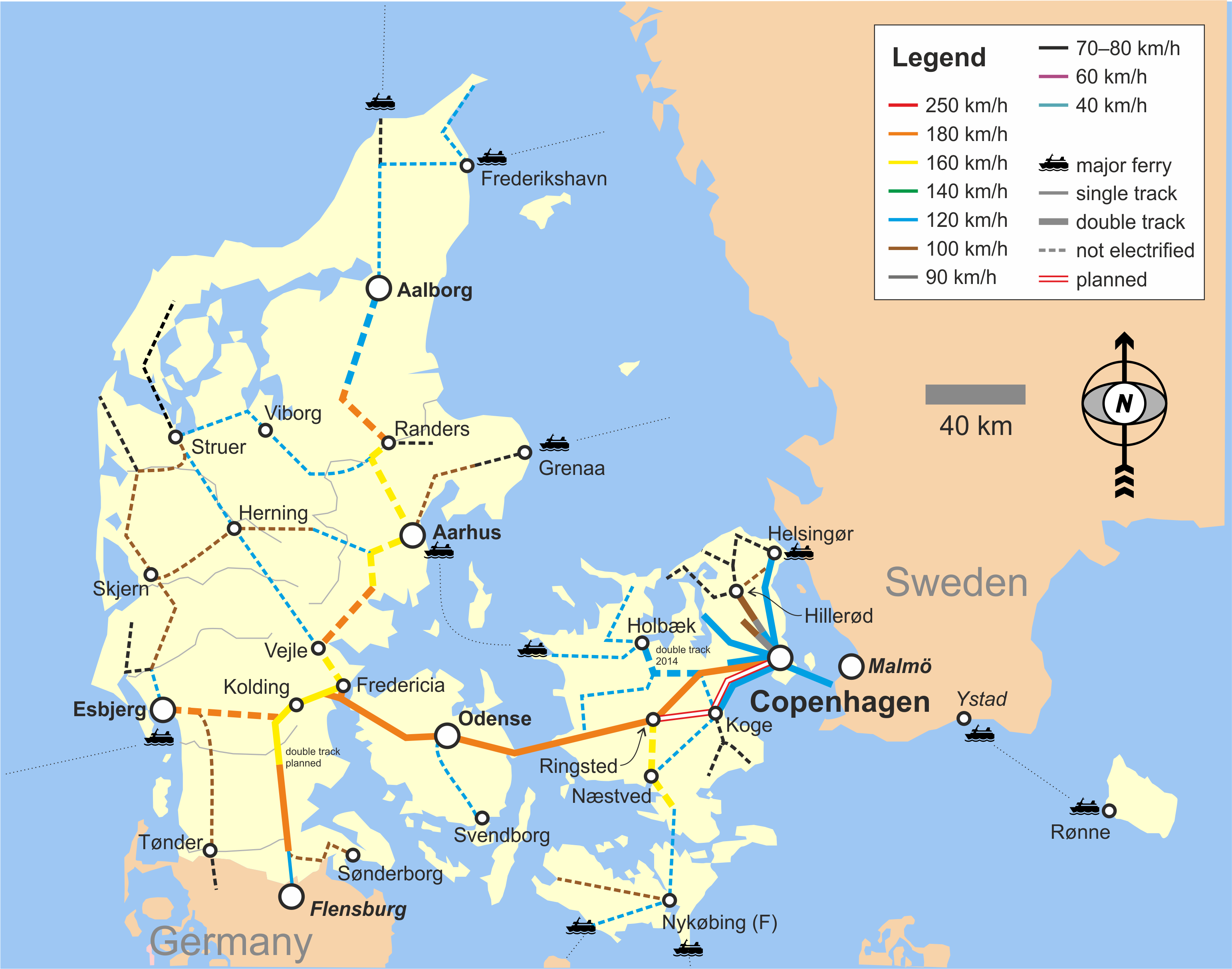
HSL in bouw en de maximumsnelheden van aansluitende baanvakken

De Deense spoorwegbeheerder Banedanmark bouwde een hogesnelheidslijn tussen Kopenhagen en Ringsted met een maximumsnelheid van 250 km/h (anno 2024 beperkt tot 200 km/h). De lijn werd geopend op 31 mei 2019. Het aansluitend baanvak naar het westen heeft een maximumsnelheid van 180 km/h. Deze hogesnelheidslijn sluit tevens aan op de toekomstige vaste spoorverbinding via de spoortunnel naar Duitsland. Deze spoorverbinding zal tot en met de spoortunnel een maximumsnelheid hebben van 200 km/h Ook in de tunnel en in Duitsland tot Lübeck zal met 200 km/h gereden worden. In het westen van Funen wordt een 35 kilometer lange hogesnelheidslijn aangelegd tussen Odense en Kauslunde.

### Duitsland

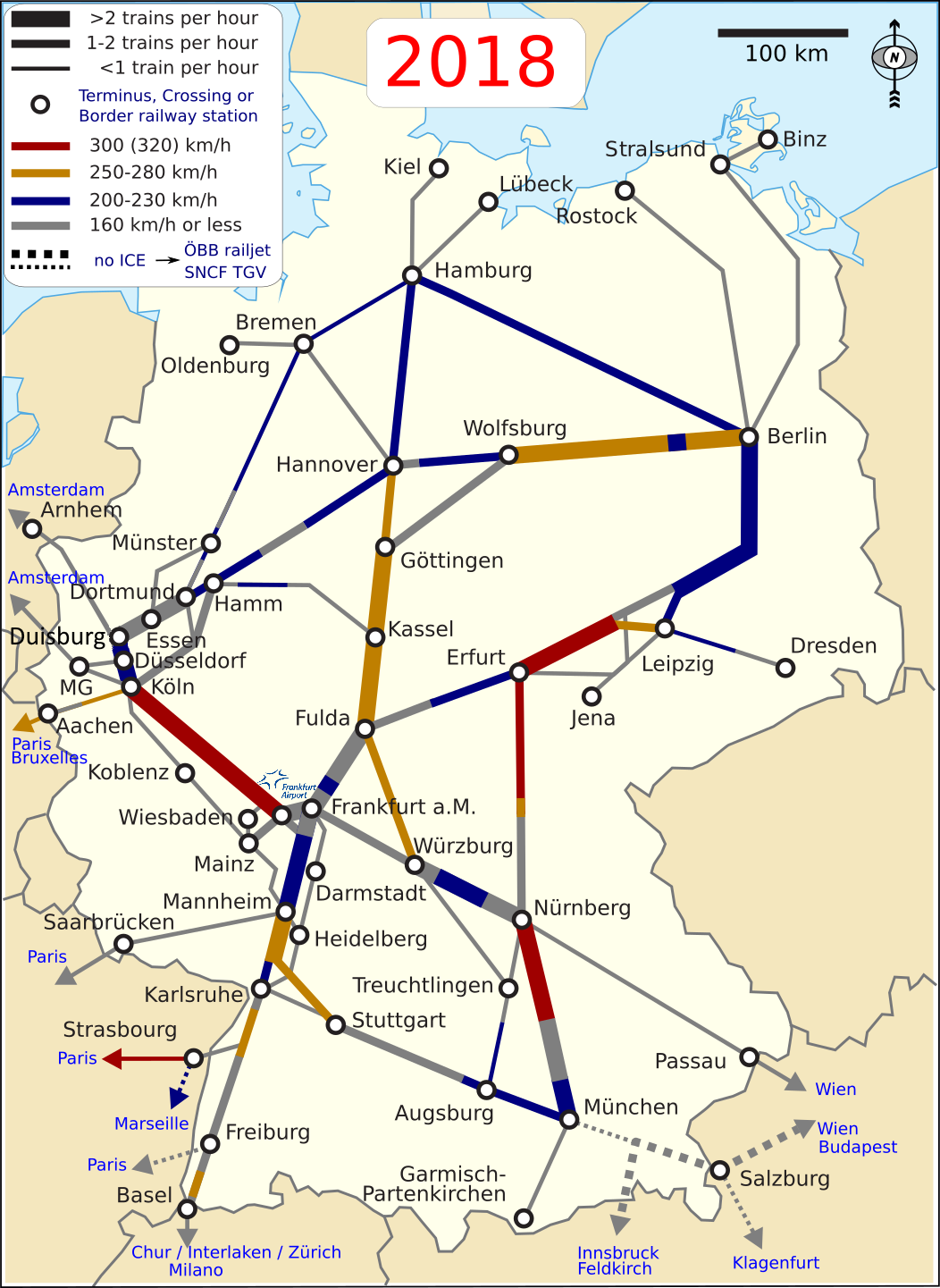
Netwerk van Duitsland

Duitsland volgde Frankrijk in 1991 met de opening van een hogesnelheidsdienst (280 km/h) op de lijn tussen Hannover en Würzburg.
In Duitsland worden de nieuw aangelegde hogesnelheidslijnen Neubaustrecken (NBS) genoemd. Deze hebben maximumsnelheden tot 250 of 300 km/h. Daarnaast worden ook bestaande spoorlijnen opgewaardeerd, zogeheten Ausbaustrecken (ABS). Deze ABS hebben vaak een lagere maximumsnelheid (160 of 200 km/h) en worden daarom doorgaans niet als hsl gerekend. Bij de bouw van de eerste hogesnelheidslijnen werd rekening gehouden met het gebruik door allerlei treinen (waaronder goederentreinen) waardoor deze lijnen lage hellingpercentages kennen.
- Spoorlijn Hannover - Würzburg (NBS, 1991)

Deze spoorlijn is geschikt voor een maximumsnelheid van 280 km/h. 's Nachts wordt de lijn gebruikt door goederentreinen. Er wordt een NBS-aftakking gepland van Fulda naar Gelnhausen die zal aansluiten op een viersporig ABS-traject Gelnhausen - Hanau.
- Hogesnelheidslijn Mannheim - Stuttgart (NBS, 1991)

Deze spoorlijn is geschikt voor een maximumsnelheid van 280 km/h. De lijn wordt ook gebruikt door getrokken IC's en zelfs regionale treinen. 's Nachts wordt de lijn gebruikt door goederentreinen.
- Spoorlijn Berlijn - Oebisfelde (NBS, 1998)

Deze spoorlijn is geschikt voor een maximumsnelheid van 250 km/h. De lijn wordt ook gebruikt door getrokken IC's en 's nachts wordt de lijn gebruikt door goederentreinen.
- Spoorlijn Keulen - Frankfurt (NBS, 2002)

Deze spoorlijn is geschikt voor een maximumsnelheid van 300 km/h. Andere treinen dan de ICE 3/3M zijn niet toegestaan. Deze lijn heeft beduidend hogere hellingpercentages dan de andere Duitse hogesnelheidslijnen.
- Spoorlijn Keulen - Aken (ABS, 2002)

Deze spoorlijn is herbouwd om snelheden tot 250 km/h mogelijk te maken. Van de 70 kilometer kan op 40 kilometer (Keulen – Düren) met snelheden boven 160 km/h worden gereden.
- Hogesnelheidslijn Nürnberg - Ingolstadt - München (NBS + ABS, 2006)

Deze spoorlijn is de tweede spoorlijn in Duitsland die geschikt is voor een maximumsnelheid van 300 km/h. Ook op deze spoorlijn wordt de InterCityExpress 3/3M ingezet. Deze lijn is een aanwinst voor het noord-zuidverkeer in Europa alsmede voor het spoorverkeer Keulen – München. De lijn wordt uitsluitend bediend door de Deutsche Bahn. Op het zuidelijke deel van de spoorlijn is de oude spoorlijn vernieuwd, met maximumsnelheden van 160 en 200 km/h.
- Hogesnelheidslijn Erfurt - Leipzig/Halle (NBS, 2015)

Deze hsl vormt een onderdeel van de hogesnelheidsroute van Berlijn naar München en van de route tussen Dresden en Frankfurt am Main. De lijn is grotendeels geschikt voor 300 km/h.
- Hogesnelheidslijn Wendlingen - Ulm (NBS, 2022)

Deze hsl vormt een onderdeel van de hogesnelheidsroute van Stuttgart naar München. De lijn is grotendeels geschikt voor 250 km/h.
- Hogesnelheidslijn Stuttgart - Wendlingen (NBS, geplande opening december 2024)

Deze hsl zal vanaf Wendlingen aansluiting geven op bovenstaande lijn. De maximumsnelheid is op het grootste gedeelte 250 km/h.
Na opening van de bovenstaande lijnen is gebouwd aan het ontbrekende deel tussen Nürnberg en Erfurt. Deze nieuwe lijn heeft een maximumsnelheid van 300 km/h en is in december 2017 in gebruik genomen.

### Engeland
In Engeland zijn vele spoorwegen verbouwd tot 125 mijl per uur (200 kilometer per uur). Deze "mainlines" verbinden de grote steden van het land met elkaar. Meestal gaat het hier om spoorlijnen die in de 19e eeuw al werden gebouwd. Onder meer de East Coast Mainline, West Coast Mainline en de Great Western Mainline zijn hier voorbeelden van. Deze spoorwegen zijn beveiligd met lichtseinen en de standaard beveiligingssystemen AWS en TPWS. Voor grote delen van deze trajecten zijn er meer dan twee sporen, waardoor het snel- en traagverkeer van elkaar gescheiden kan worden. Op de lijn Londen-Cardiff reden tot 2020 nog dieseltreinen met 200 km/h, sindsdien is deze lijn geëlektrificeerd.
In Engeland is van de Kanaaltunnel tot London St Pancras in twee fasen een hogesnelheidslijn aangelegd en in november 2007 volledig in dienst gekomen. Naast de internationale Eurostar-treinen, wordt er op deze lijn met Japans 'Javelin'-materieel binnenlandse treinen gereden. Het grootste verschil tussen deze nieuwe lijn, en de oude lijnen is dat op deze lijn het Franse beveiligingssysteem TVM wordt gebruikt.
Een tweede hogesnelheidslijn, de High Speed 2, is in aanbouw. De goedkeuring voor de fase 1 van het project is verkregen op 23 februari 2017. De eerste fase is van Londen Euston tot Birmingham, waarvan de bouw in 2018 is begonnen. In de tweede fase zou er een tak naar Manchester, waar de lijn kan worden aangesloten op de West Coast Mainline, en een tak naar Sheffield en Leeds worden aangelegd. Op 4 oktober 2023 annuleerde Rishi Sunak, premier van het Verenigd Koninkrijk, de verlenging voorbij Birmingham.

### Frankrijk

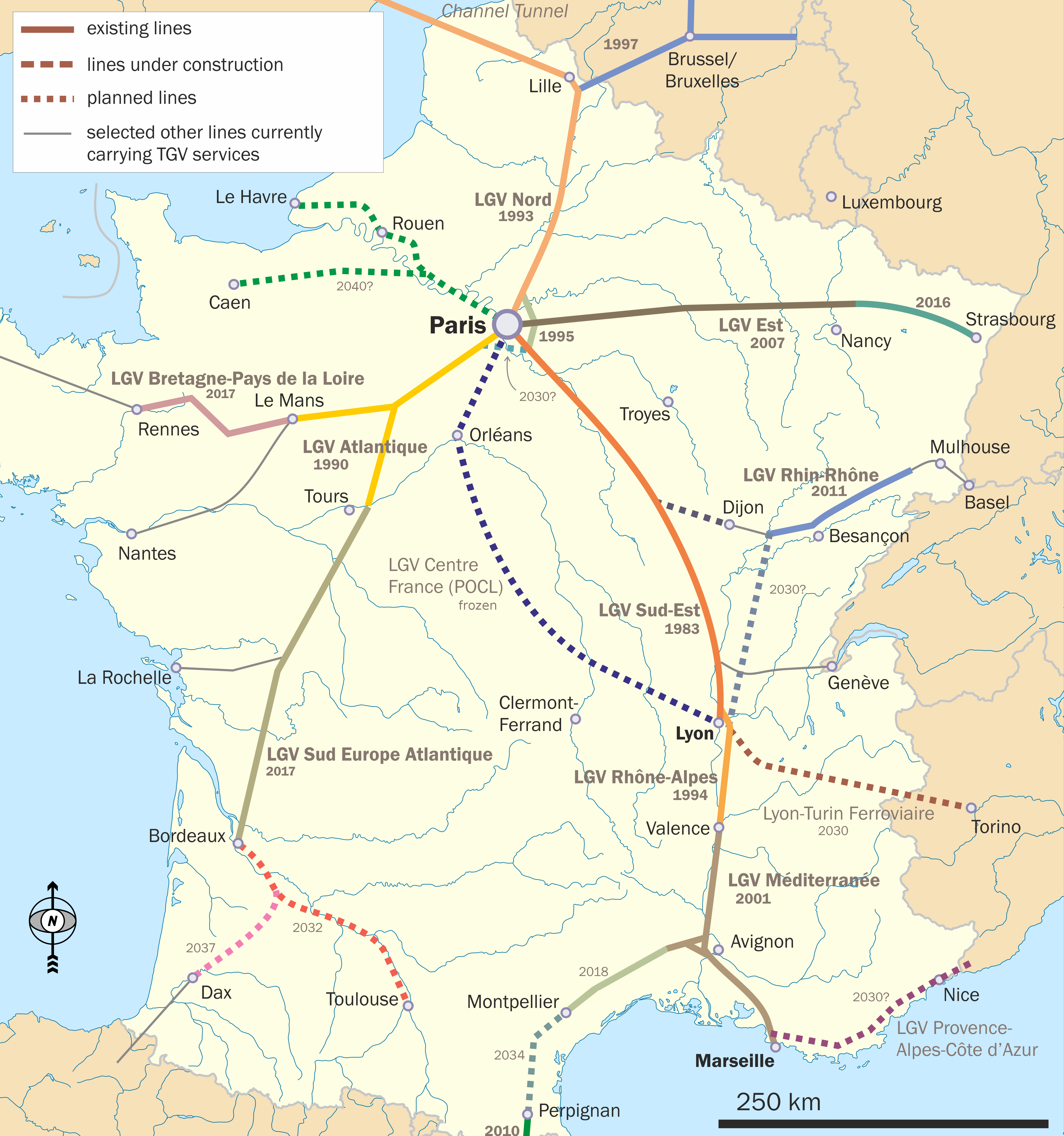
Netwerk van Frankrijk

Na de succesvolle introductie van de Japanse Shinkansen (210 km/h) in 1964, werden Franse plannen voor hogesnelheidstreinen opgevoerd. In 1966 werd het doel gesteld om op een lijn 200 km/h te halen. De lijn van Parijs naar Toulouse werd hiervoor uitgekozen en er werden bouwkundige ingrepen verricht om de hogere snelheid mogelijk te maken. In mei 1967 reed de TEE Le Capitole met een maximumsnelheid van 200 km/h over de lijn.
De eerste echte, volledig nieuw gebouwde, hogesnelheidslijn die in Frankrijk werd geopend, was de LGV Sud-Est op 22 september 1981. De snelheid bij opening was 260 km/h op de nieuwe stukken, maar werd al snel opgetrokken tot 270 km/h.
Sinds die tijd is er een aantal andere lijnen gebouwd, met als laatste, in 2017, de verlenging van de LGV Sud Europe Atlantique, doorgetrokken tot Bordeaux en de verlenging van LN 5 van voor Nîmes tot voorbij Montpellier.
- LN 1: Sud-Est (Parijs – Lyon)
- LN 2: Atlantique (Parijs – Bordeaux)
- LN 3: Nord (Parijs – Calais)
- LN 4: Rhônes-Alpes (Lyon – Valence)
- LN 5: Méditerranée (LGV Rhône-Alpes – Marseille / Montpellier)
- LN 6: Est (Parijs – Straatsburg)
- LN 7: Rhin-Rhône (Dijon – Belfort)
- LN10: Bretagne-Pays de la Loire (Parijs – Rennes)

Sinds juli 2016 wordt er gebouwd aan beperkte testzones van de Mont d'Ambin-basistunnel, een tunnel die de Fréjustunnel moet vervangen en de belangrijkste schakel vormt van een toekomstige hogesnelheidslijn tussen Lyon en Turijn. Vrijdag 26 juli 2019 bereikte het akkoord van de Italiaanse regering het ‘Innovation and Networks Executive Agency’ van de Europese Commissie. De aanvragen voor offertes voor constructie van de volledige tunnel werden zowel in Frankrijk als in Italië gelanceerd.

### Italië

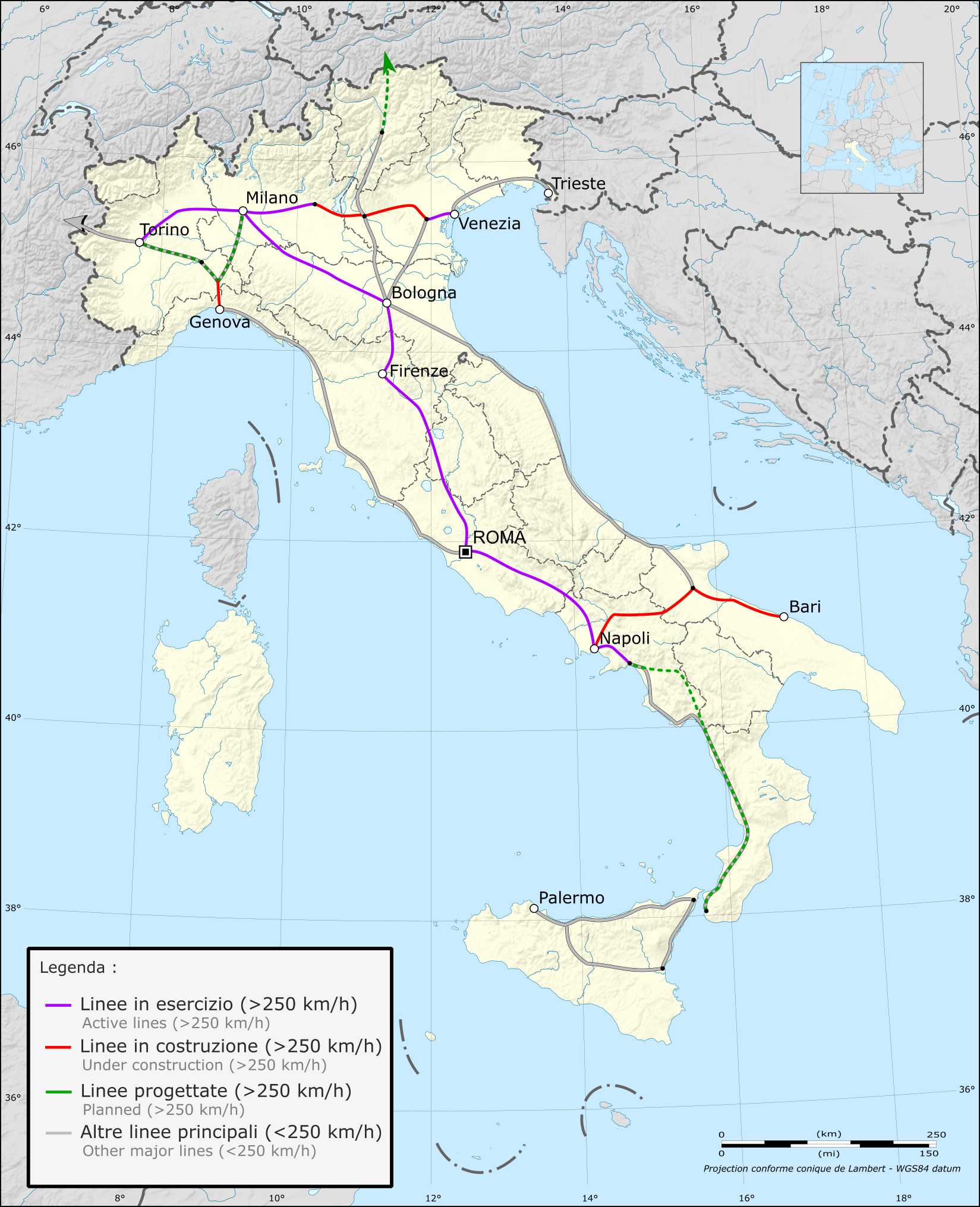
Netwerk van Italië

In Italië werd op 24 februari 1977 tussen Roma Termini en Città della Pieve het eerste deel van een hogesnelheidslijn (ontworpen voor 250 km/h) in Europa geopend. Dit 138 km lange traject was onderdeel van de hogesnelheidslijn tussen Rome en Florence die in de jaren tachtig is voltooid (la Direttissima). Alhoewel de lijn zelf opengesteld werd in 1977, was de maximumsnelheid de eerste jaren beperkt tot 200 km/h. Dit was de maximumsnelheid van de gebruikte FS E.444-locomotieven. De lijn werd in 1988-1989 volledig in dienst genomen met een maximumsnelheid van 250 km/h.
Later kwamen er ook verbindingen tussen Rome en Napels en tussen Rome, Milaan, Turijn en Venetië. Op 16 december 2009 zijn nieuwe gedeeltes van de hogesnelheidslijn in gebruik genomen tussen Turijn, Milaan, Bologna en Florence alsook het traject (29 km) tussen Napels en Salerno. Hierdoor wordt onder andere een reistijd van 3 uur mogelijk tussen Rome en Milaan en van minder dan 1 uur tussen Milaan en Turijn.
Het netwerk bestaat uit twee corridors:
- (Turijn –) Milaan – Bologna – Florence – Rome – Napels – Salerno
- Turijn – Milaan – Venetië – Triëst (deels nog in aanbouw)

In 2032 wordt de aansluiting middels de hogesnelheidslijn Lyon - Turijn met de Mont d'Ambin-basistunnel op het Franse hogesnelheidsnetwerk verwacht.
Het gros van de lijnen is ontworpen voor 300 km/h en ook de Dirittissima zal verbouwd worden naar deze nieuwe standaard.
Bestaande lijnen:
- Bologna–Firenze
- Firenze–Rome
- Milaan–Bologna
- Milaan–Verona
- Napels–Salerno
- Rome–Napels
- Turijn–Milaan

### Nederland
Nederland telt slechts één hogesnelheidslijn (naar België). Het oorspronkelijke plan bestond uit drie hogesnelheidslijnen: een verbinding van de Belgische grens met Rotterdam en Amsterdam via Breda, een hogesnelheidslijn van Amsterdam via Utrecht en Arnhem naar Duitsland en een vroegtijdig afgeblazen hogesnelheidslijn, de Zuiderzeelijn.
- HSL-Zuid: Schiphol – Rotterdam – (Aansluiting Breda) – Belgische grens (2009)
- HSL-Oost: Amsterdam – Utrecht – Arnhem – Duitse grens (afgeblazen)
- Zuiderzeelijn: Amsterdam – Almere – Lelystad – Emmeloord – Heerenveen – Groningen (afgeblazen)

### Oostenrijk
De Westbahn is grotendeels verbouwd tot een viersporig traject. Op veel deeltrajecten is er een nieuwe spoorlijn aangelegd, naast de oude spoorlijn of op een nieuw tracé. De maximumsnelheid is 250 km/h. In aanbouw zijn drie nieuwe spoortunnels door de bergmassieven die grote tijdwinsten gaan opleveren:
- De Brenner-basistunnel samen met de verbouwing van de Kufstein - Innsbruck spoorlijn tot een viersporig traject.
- De Semmering-basistunnel ter hoogte van de Semmeringspoorlijn
- De Koralmspoorlijn, een nieuwe spoorlijn met basistunnel tussen Graz en Klagenfurt. Het westelijk deel is op 10 december 2023 geopend voor het regionaal verkeer.[21]

### Polen
Een bestaande expreslijn, de Centralna Magistrala Kolejowa wordt geschikt gemaakt voor 250 km/h. Tussen Gydnia, Gdansk en het zuiden van Polen via Warschau werden Pendolinos (ED250) ingezet die op sommige trajecten 200 km/h konden rijden. Deze treinen zijn geschikt voor 250 km/h.

### Portugal
Op 12 januari 2024 is de eerste aanbesteding voor de bouw van hogesnelheidslijn Porto - Lissabon gestart voor de eerste 70 km sectie (Lote A) van de HSL tussen Porto en Oiã. De eerste concessie is toegekend op 10 oktober 2024. Deze hogesnelheidslijn wordt gebouwd met Iberisch breedspoor (1668 mm). Naast de goedgekeurde Porto - Lissabon hogesnelheidslijn zijn er diverse projecten:
- Van Porto naar de Spaanse grens bij Valença via Braga (niet via de kust). Deze lijn zal aansluiten op de Spaanse hogesnelheidslijn bij Vigo.
- Van Lissabon naar Badajoz in Spanje met een nieuwe spoorbrug over de Taag vlak bij Lissabon. In Badajoz sluit de lijn aan op de in bouw zijnde HSL naar Madrid.[27][28]

Op de hoofdlijn van Lissabon naar Porto zijn delen van de klassieke spoorlijn waar treinen met snelheden van 220 en 200 km/h kunnen rijden.

### Rusland
Sinds december 2009 rijdt de Sapsantrein tot een maximum van 250 km/h op een omgebouwde spoorlijn tussen Moskou en Sint-Petersburg. De baanvakken hebben verschillende maximumsnelheden, te weten 200, 220, 230 en een geringe afstand met een snelheid van 250 km/h. Op diverse plaatsen zoals spoorknooppunten en andere knelpunten is een lagere maximumsnelheid dan 200 km/h.
Op 23 december 2024 is een financieringscontract getekend voor de bouw van een 679 km lange hogesnelheidslijn tussen Moskou en Sint-Petersburg.

### Spanje

Netwerk van Spanje

In Spanje is in 1992 een hogesnelheidslijn naar Frans model geopend tussen Madrid en Sevilla, waar in dat jaar een wereldtentoonstelling werd gehouden. Later werden er nog verschillende nieuwe lijnen gebouwd. Sinds juni 2013 heeft Spanje meer hogesnelheidslijnen dan de voormalige Europese koploper Frankrijk.
Onder andere de volgende lijnen zijn in dienst:
- Madrid – Barcelona / Franse grens
- Madrid – Valladolid / León / Burgos
- Madrid – Ourense / Santiago de Compostella / Vigo / A Coruña
- Madrid – Valencia / Alicante / Murcia (+ Noord-Zuidtunnel Madrid)
- Madrid – Málaga / Sevilla / Granada / later ook Huelva

Er werd in 2024 gewerkt aan meerdere andere hogesnelheidslijnen, met name in het noorden van het land.

#### Tussen Spanje en Frankrijk
Op 8 januari 2013 werd de hogesnelheidslijn tussen Barcelona Sants en Figueres officieel geopend; de normale dienstregeling ving de volgende dag aan. Vanaf 15 december 2013 is een internationale doorgaande hogesnelheidstreindienst opgestart met initieel vijf treinen. Op het Franse traject Montpellier – Perpignan ligt geen hogesnelheidslijn. Vanaf maart 2020 werd wegens de coronapandemie, het aantal internationale treinen drastisch beperkt. Rond februari 2022, nog voor de meeste reisbeperkingen vanwege de coronapandemie werden opgeheven, werd de samenwerking met de Franse spoorwegmaatschappij opgeheven en bleef alleen de treindienst van SNCF tussen Barcelona en Parijs rijden. In 2023 startte de Renfe zijn internationale treinen onder een eigen vergunning in Frankrijk (vanaf 13 juli 2023 Lyon - Barcelona en vanaf 28 juli Marseille - Madrid)

### Tsjechië
Er is een noord-zuid hogesnelheidslijn gepland van Dresden (Duitsland) tot Břeclav (aansluiting naar Wenen / Bratislava) langs Praag en Brno. Later zouden nog aanvullende hogesnelheidslijnen gebouwd worden naar Polen vanuit Praag en Brno.

### Turkije
In 2003 begon Turkije met het bouwen van een hsl-netwerk. Voor het grootste gedeelte liggen de geplande lijnen op het Aziatische continent, behalve de lijn Istanboel – Edirne die naar de grens met Bulgarije en Griekenland zal lopen. Op 14 maart 2009 is het eerste hsl-traject in Turkije geopend tussen Ankara en Eskişehir, op de lijn Ankara – Istanbul. In 2011 opende de lijn tussen Ankara en Konya. Het netwerk moet aansluiten op de nieuwe trans-Kaukasische spoorlijn Kars – Tbilisi – Bakoe, en uiteindelijk het Europese en Chinese hogesnelheidsnetwerk gaan verbinden via Centraal-Azië. Ook waren er plannen om het Turkse hogesnelheidsnetwerk op termijn aan te sluiten op de noordelijke Syrische stad Aleppo.
Het Europese en Aziatische deel van de Turkse spoorwegen zijn met elkaar verbonden via een spoortunnel, de Marmarayspoorlijn, die de Europese en Aziatische hogesnelheidslijnen verbindt. Doorgaande hogesnelheidstreinen zijn niet voorzien. Beide hogesnelheidslijnen zullen hun eigen eindstation hebben en zijn aangesloten op het regionale OV-net van regionale treinen en metro.

Het huidige netwerk van Turkije

- Hogesnelheidslijn Ankara - Istanbul (operationeel sinds 2009)
- Hogesnelheidslijn Ankara - Konya (operationeel sinds 2011)
- Hogesnelheidslijn Ankara - Sivas (operationeel sinds 28 april 2023)[40]
- Hogesnelheidslijn Ankara - Izmir (in aanbouw)
- Istanbul – Bursa (in aanbouw)

Andere lijnen in de planningsfase:
- Ankara – Kayseri
- Istanbul – Edirne

### Zweden
Veel hoofdspoorlijnen in Zweden zijn aangepast voor een maximale snelheid van 200 km/h. Er zijn nieuwe spoorlijnen aangelegd voor een snelheid van 250 km/h. In 1995 werd de Grödinge-lijn tussen Flemingsberg en Järna geopend. Deze hogesnelheidslijn zal verlengd worden van Järna tot Linköping: de Oostverbinding (Ostlänken).
Andere trajecten geschikt voor 250 km/h zijn:
- De Botnialijn van Västeraspby tot Umeå. Er is een verlenging in aanbouw van Umeå tot Skellefteå.[42]
- Tussen Kalix en Haparanda (Haparandalijn).

Hoewel deze spoorlijnen infrastructureel geschikt zijn voor 250 km/h, betekent dat nog niet dat reizigerstreinen met deze snelheid rijden. Het treinmaterieel moet hiervoor geschikt zijn en de beveiling moet overgeschakeld worden naar ERTMS, daar het Zweeds nationaal beveiligingssysteem ATC (Automatische Tågkontroll) alleen geschikt is tot 200 km/h. Alleen de Haparandalijn en de Botnialijn waren overgegaan naar ERTMS.

### Zwitserland
In het kader van het project Bahn 2000 is tussen Mattstetten bij Bern en Rothrist bij Olten een nieuwe spoorlijn gebouwd en in 2004 opgeleverd met een maximumsnelheid van 200 km/h.
- De Lötschberg-basistunnel is op 15 juni 2007 in gebruik genomen. Deze verbindt Visp met Frutigen en is geschikt voor een snelheid van 250 km/h.
- De Gotthard-basistunnel (250 km/h) werd in 2016 geopend. Deze verbindt Bellinzona met Erstfeld.

## Niet-Europese hogesnelheidsnetwerken

Hogesnelheidslijnen in Oost-Azië.
300+ km/h
250-299 km/h
200-249 km/h
In aanleg
Andere spoorwegen

Hogesnelheidslijnen in West- en Centraal-Azië.
300+ km/h
250-299 km/h
200-249 km/h
In aanleg
Andere spoorwegen

### Canada
Er is project voor een 1000 kilometer lange hogesnelheidslijn van Toronto tot Québec. Dit ontwerp is in de projectfase.

### Japan
- Tokaido Shinkansen
- Sanyo Shinkansen
- Joetsu Shinkansen
- Tohoku Shinkansen
- Hokuriku Shinkansen (Takasaki Kanazawa Tsuruga[45])
- Chūō Shinkansen: Toepassing van de JR-Maglev magneetzweeftrein op een parallelle route met de Tokaido Shinkansen: ingebruikname gepland voor 2027.

### Zuid-Korea
De Korea Train Express (KTX) is het Zuid-Koreaanse hogesnelheidsnetwerk. In 2004 werd het gedeelte van Seoul naar Daejon (292 kilometer) in gebruik genomen. De maximumsnelheid bedraagt 305 km/h. Het netwerk bestaat uit een lijn van Seoel naar Daejon met aftakkingen van Daejon naar Busan en van Daejon naar Mokpo. Het materieel is afgeleid van het Franse TGV-materieel. Ook bij de aanleg van de spoorlijn werd Franse kennis gebruikt.

### Taiwan
De Taiwan High Speed Rail is de hogesnelheidslijn van Taiwan. De lijn heeft een lengte van circa 345 kilometer en loopt van de hoofdstad Taipei naar de zuidelijke stad Kaohsiung. Vanwege het geaccidenteerde terrein is circa 300 kilometer van het tracé in tunnels of op viaducten aangelegd. De bouw van de lijn duurde van 2000 tot 2005. De lijn werd in januari 2007 in gebruik genomen. De maximumsnelheid bedraagt 300 km/h, waarmee de reisduur tussen beide eindpunten is teruggebracht van circa 4,5 uur tot circa 1,5 uur. In 2012 vervoerde de maatschappij zo'n 45 miljoen passagiers. Het materieel is gebaseerd op het Japanse hogesnelheidsmaterieel.

### Volksrepubliek China
Van 1997 tot 2007 werden een zestal "Speed-Up" programma's uitgevoerd. Hierbij werden bestaande spoorlijnen aangepast voor hogere snelheden: aanvankelijk 160, later tot 250 km/h.
In het begin van de 21e eeuw werden de plannen voor een netwerk van nieuwe hogesnelheidslijnen concreter. Voordien was er nog twijfel geweest of men voor maglev-technologie zou opteren.
De Volksrepubliek China had een investeringsprogramma lopen dat tegen 2012 42 hogesnelheidslijnen met een totale lengte van 13.000 kilometer wilde opleveren. In 2007 opende de eerste nieuwe hogesnelheidslijn: Qinhuangdao – Shenyang met een maximumsnelheid van 250 km/h. Een jaar later volgde ook Hefei – Nanjing met dezelfde maximumsnelheid. Op 1 augustus 2008 werd de lijn Peking – Tianjin geopend, met een maximumsnelheid van 350 km/h de snelste (niet-maglev) trein van de wereld.
Sinds 26 december 2009 is de hogesnelheidslijn Wuhan-Guangzhou het op een na langste traject, én de snelste hogesnelheidslijn van China.
In juni 2011 opende op de lijn tussen Peking en Shanghai het eerste traject dat ontworpen werd voor een maximumsnelheid van 380 km/h in commerciële dienst.
Op woensdag 26 december 2012 is het langste hogesnelheidstraject van de wereld in gebruik genomen. Het traject loopt van Beijing naar Guangzhou en is 2298 kilometer lang. Dankzij de gemiddelde snelheid van 300 km/h is de oude reistijd op traject, ruim 20 uur, teruggebracht naar slechts 8 uur.
In 2016 had China al 20.000 km aan hogesnelheidslijnen. Na een spoorwegongeval is de maximumsnelheid verlaagd van 350 naar 300 km/h. Op 26 december 2024 had het net een lengte bereikt van 47.000 kilometer.

### Indonesië
Op 21 januari 2016 gaf president Joko Widodo het startsein voor de aanleg van de eerste WHOOSH-hogesnelheidstrein tussen Jakarta en Bandung. Op 18 oktober 2023 reed de eerste trein op dit traject in West-Java. De reistijd bedraagt drie kwartier.

### India
De Indiase maatschappij National High Speed Rail Corporation Limited (NHSRCL) is een hogesnelheidslijn op normaalspoor van 508 km aan het bouwen tussen Mumbai en Ahmedabad met een maximumsnelheid van 320 km/h. De Japanse veiligheidstechniek voor hogesnelheidstreinen zal gebruikt worden. Dit project maakt deel uit van het 'diamond quadrilateral project' van de aanleg van hogesnelheidslijnen in India om de vier grote metropoolsteden New Delhi, Mumbai, Calcutta en Chennai met elkaar te verbinden.
Op 12 februari 2024 startte de Indiase spoorwegmaatschappij drie studies over hogesnelheidslijnen op de volgende trajecten:
- New Delhi - Calcutta
- New Delhi - Mumbai (Ahmedabad - Mumbai gedeelte in aanbouw)
- Mumbai - Chennai

### Marokko
Op 10 december 2010 is het eerste contract getekend voor een hogesnelheidslijn tussen Tanger en Casablanca via Kénitra en Rabat (500 km) die in 2018 werd geopend. De topsnelheid is 320 km/h en de treinstellen worden geleverd door Alstom. Er is een hogesnelheidsnetwerk van 1.500 kilometer gepland met twee lijnen:
- Tanger – Rabat – Casablanca – Marrakesh – Essaouira – Agadir
- Rabat – Fès – Oujda (tegen de Algerijnse grens)

Als de plannen voor een spoortunnel onder de straat van Gibraltar uitgevoerd worden komt er een spooraansluiting met het Europese spoornet.

### Verenigde Staten
De Acela Express rijdt sinds 2000 tussen Boston, New York en Washington.
In 2011 stopte het project voor de Florida High-Speed Corridor Tampa - Orlando (en verlenging naar Miami) nadat de gouverneur van Florida de federale subsidie weigerde. Als gedeeltelijk alternatief is sinds 2018 vanaf Miami de Brightline als intercity gaan rijden op bestaand spoor.
In 2015 startte de aanleg van California High-Speed Rail in de Central Valley, waar vanaf 2030 de eerste hogesnelheidsdienst moet starten, 275 km lang. Bij afwerking zal de eerste fase San Francisco en Los Angeles verbinden over 840 km, grotendeels nieuw hogesnelheidsspoor. Fase 2 voorziet aftakkingen naar Sacramento en San Diego.
Bij een tweede hogesnelheidslijn, de Brightline West tussen Las Vegas en de omgeving van Los Angeles, startte de bouw in april 2024, en is de planning om klaar te zijn tegen de Olympische Zomerspelen 2028.

### Saoedi-Arabië
De Haramain-hogesnelheidslijn (Haramain High Speed Railway) verbindt Mekka, Medina, Jeddah en werd in 2018 geopend.

### Oezbekistan
De Tasjkent–Buchara hogesnelheidslijn is 600 kilometer lang en heeft een maximumsnelheid van 250 km/h.

## Magneetzweeftreinen
Magneetzweeftreinen zijn een lange tijd in de proeffase gebleven. In Duitsland waren er plannen voor een hogesnelheidslijn voor magneetzweeftrein tussen Hamburg en Berlijn. Het grootste probleem is dat magneetzweeftreinen niet kunnen doorrijden op reguliere spoorwegen en er hierdoor een volledig nieuwe infrastructuur nodig is met een eigen toegang tot het centrum van de steden.
Het eerste magneetzweeftreintraject met hoge snelheden ligt tussen een voorstad van het Chinese Shanghai en de luchthaven. Dit is een traject van circa 30 km waar maar kort de topsnelheid van 430 km/h wordt gehaald. De eerste langere zweeftreinhogesnelheidslijn wordt waarschijnlijk de Japanse JR-Maglev tussen Tokio en Nagoya met een geplande opening in 2027. Op 21 april 2015 werd daar het wereldsnelheidrecord bereikt van 603 km/h.